# مسجد علاء الدولة
مسجد علاء الدين هو مسجد تاريخي يقع في مدينة غازي عنتاب في تركيا.

## التاريخ
تم بناؤه تحت إدارة علاء الدولة بوزكورت بك من إمارة ذو القادر التركمانية، ويعتقد أن المسجد قد تم بناؤه قبل عام 1515، عندما توفي بوزكورت بك، أشرف على بنائه المهندس المعماري أرميناك أفندي ورئيس العمال كيركور.

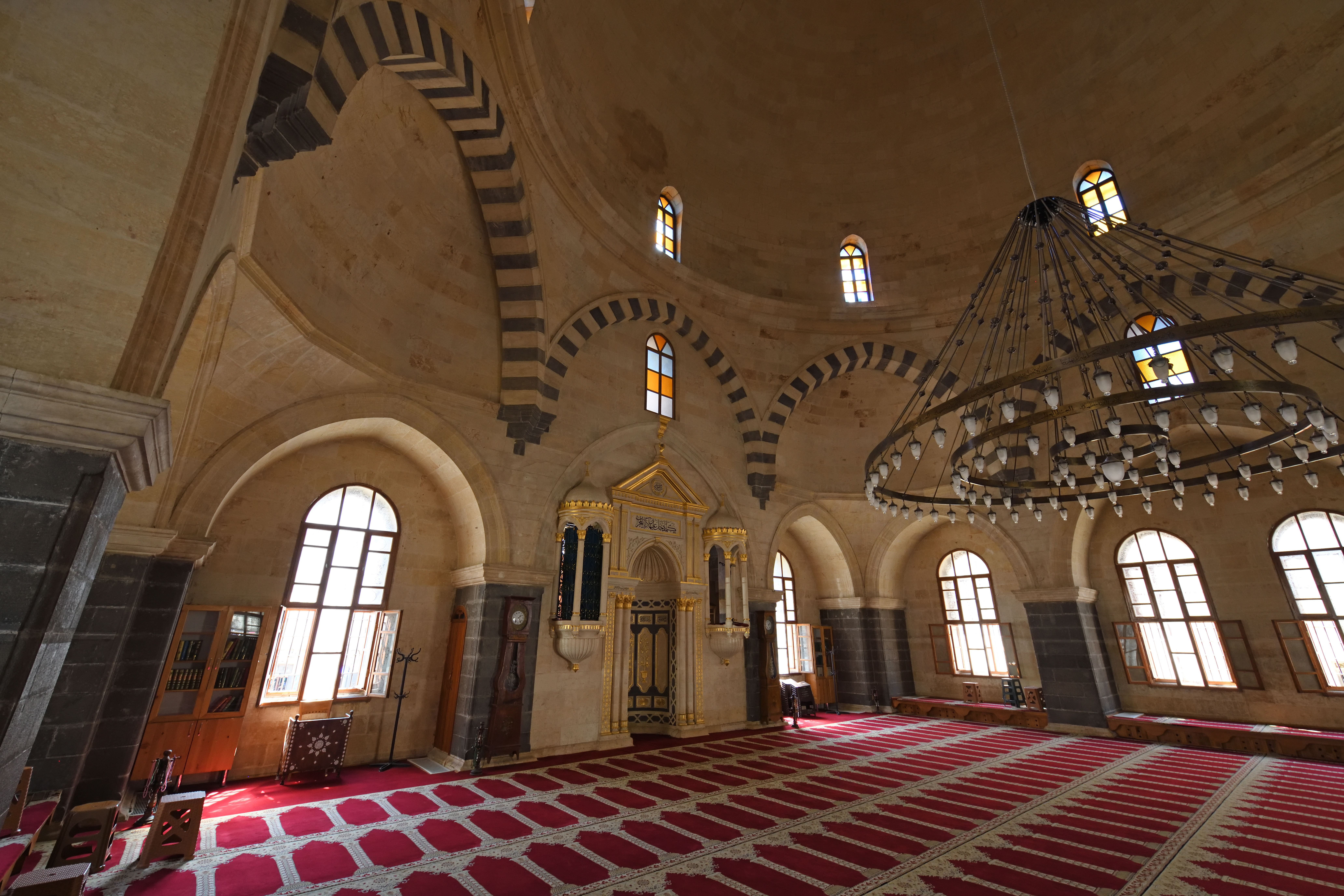
مسجد علاء الدين في غازي عنتاب من الداخل

في 6 فبراير 2023، تضرر المسجد جراء زلزالين متتاليين في المنطقة.